# لی سو-هیون (خواننده، زاده ۱۹۹۹)
لی سو-هیون (کره‌ای: 이수현؛ زادهٔ ۴ مه ۱۹۹۹) خواننده اهل کره جنوبی است.